# Аль-Карайя
Аль-Карайя (англ. Al-Qurayya, араб. القريا) — поселення в Сирії, адміністративний центр невеличкої друзької общини в нохії Аль-Карайя, яка входить до складу мінтаки Сальхад в південній сирійській мухафазі Ас-Сувейда.